# La Mòta de Bram
La Mòta (occità) o Villesiscle (francès) és un municipi francès del Cantó de Fanjaus (departament de l'Aude, regió d'Occitània).